# Stefan Wyrzykowski

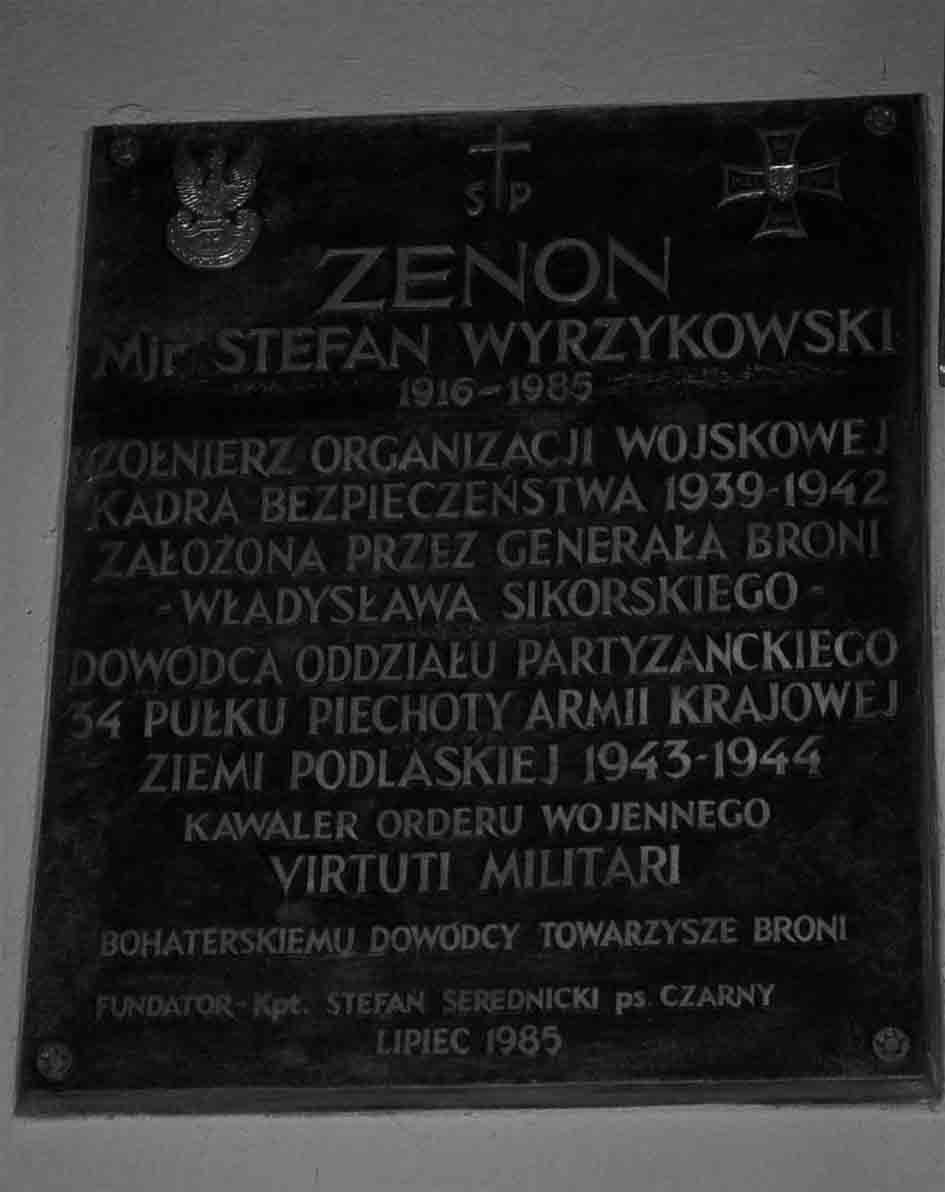
Tablica pamiątkowa. Sanktuarium w Leśnej Podlaskiej

Stefan Wyrzykowski ps. „Zenon” (ur. 21 kwietnia 1916 w Terlikowie, zm. 4 lutego 1985 w Siedlcach) – major Armii Krajowej, dowódca oddziału partyzanckiego 34 pułku piechoty Armii Krajowej 9 Podlaskiej Dywizji Piechoty AK. 

## Młodość i wojna
Stefan Wyrzykowski dorastał i spędził swoją młodość w okresie międzywojennym, będąc związanym z ziemią podlaską. W chwili rozpoczęcia II wojny światowej miał 23 lata. Mimo młodego wieku był jednym z pierwszych organizatorów ruchów konspiracyjnych na Podlasiu. W listopadzie 1939 roku został zaprzysiężony do służby w Związku Walki Zbrojnej i mianowany komendantem obwodu ZWZ Siedlce i Biała Podlaska.
W latach 1940–1942 jako żołnierz Organizacji Wojskowej (później zwaną Kadrą Bezpieczeństwa) tworzył na Podlasiu struktury polskiego ruchu oporu, organizując grupy sabotażowo-dywersyjne Związku Odwetu w ramach ZWZ a następnie po utworzeniu Armii Krajowej w ramach Kedywu AK.
W grudniu 1943 roku Wyrzykowski dowodził oddziałem osłaniającym radiostację R-31 Komendy Głównej AK, która zapewniała łączność z rządem polskim na uchodźstwie w Londynie. Oddział rozrastał się i uformował obok plutonu radiotelegraficznego, oddział partyzancki liczący ponad 200 osób który działał w okolicach Łosic.
20 maja 1944 roku oddział "Zenona" w okolicach wsi Sarnaki uczestniczył w akcji osłonowej wydobycia z rozlewiska rzeki Bug niewybuchu niemieckiej rakiety V2, tajnego projektu niemieckiego Wehrmachtu. Akcja polegała na organizowaniu akcji zaczepnych w lasach Mierzwickich, ok. 10 km od miejsca wydobycia rakiety, w celu odwrócenia uwagi Niemców.
29 czerwca 1944 we wsi Jeziory, Stefan Wyrzykowski uroczyście przyjął z rąk doktora Wróblewskiego sztandar ufundowany przez okoliczną ludność. Pod tym sztandarem prowadził wiele walk i działań dywersyjnych wymierzonych przeciwko okupantowi. Ostatnie bitwy oddziału "Zenona" z wojskami niemieckimi to zwycięskie walki o wyzwolenie Białej Podlaskiej i Międzyrzeca Podlaskiego.
Wyrzykowski został awansowany do stopnia majora i odznaczony Srebrnym Krzyżem Orderu Virtuti Militari, Srebrnym Krzyżem Zasługi z Mieczami, Krzyżem Armii Krajowej, Krzyżem Walecznych oraz innymi odznaczeniami.
Jego oddział wsławił się między innymi:

- wkładem w zdobycie i przekazanie aliantom niewybuchu rakiety V2 – akcja Most III, który zarył się w mokradłach n. Bugiem w okolicach Sarnak;

- uratowaniem lotników amerykańskich z zestrzelonego samolotu B-17 w okolicach wsi Woroniec;

- zwycięską walką we wsi Jeziory, gdzie dzięki manewrowi taktycznemu Niemcy ponieśli straty oceniane na 120-190 zabitych wobec 2 zabitych partyzantów.

## Lata powojenne
Po wojnie represjonowany ukrywał się i uciekł za granicę. Po powrocie w 1951 roku został aresztowany i osadzony w więzieniu. Przez władze PRL został skazany na karę śmierci, zamienioną na dożywocie. Po sześciu latach zostaje uwolniony. 
W latach 1950–1970 on i jego rodzina żyli inwigilowani przez Służby Bezpieczeństwa. Ma jednego syna Zenona Wyrzykowskiego.
Zmarł 4 lutego 1985 roku w Siedlcach. Został pochowany na Cmentarzu Wojskowym na Powązkach w Warszawie (kwatera B28-2-22).

## Upamiętnienie
W czerwcu 2005 roku w Leśnej Podlaskiej pod patronatem przybyłego na uroczystości Prezydenta Rzeczypospolitej Polskiej Ryszarda Kaczorowskiego lokalnemu Zespołowi Placówek Oświatowych zostało nadane imię „Żołnierzy majora Zenona”.
12 czerwca 2016 w rodzinnej wsi Terlików, z inicjatywy lokalnej społeczności, został odsłonięty obelisk upamiętniający setną rocznicę urodzin Stefana Wyrzykowskiego.

## Odznaczenia
Mjr Wyrzykowski został odznaczony m.in.:
- Srebrnym Krzyżem Orderu Virtuti Militari,
- Krzyżem Walecznych - trzykrotnie
- Srebrnym Krzyżem Zasługi z Mieczami,
- Krzyżem Armii Krajowej,